# Midori (Browser)
Midori (緑, japanisch für ‚grün‘) ist ein freier und plattformübergreifender Webbrowser, der zunächst auf GTK und WebKit basierte. Mit Übernahme des Projekts 2019 in die Astian Foundation wurde Chromium als Basis gewählt. Stand 2022 gibt es Versionen für Android, Windows, MacOS und Linux (.deb und AppImage).

## Entwicklungsgeschichte

### Xfce
Die erste Version wurde 2007 veröffentlicht.
Bis 2015 wurde Midori (WebKit) von Christian Dywan und Elementary OS Entwicklern gepflegt und war Teil der Xfce-Umgebung, da er als schnell und ressourcenschonend galt. Als Browser-Engine wurde WebKitGTK und für die Benutzeroberfläche Gtk genutzt.
Der Browser enthielt einen Adblocker und die Möglichkeit mit Nutzerskripten und -styles die Webseiten nach eigenen Bedürfnissen zu verändern, ähnlich wie mit Greasemonkey.

### Vala
Das Programm wurde zwischenzeitlich in Vala umgeschrieben.

### Astian Foundation
Seit 2019 ist Midori Teil der Astian Foundation und hat die im Hintergrund verwendete Technologie auf Electron und React umgestellt.
Seit 2023 wird als Browser-Engine Gecko eingesetzt. Dies ist auf die Annahme des neuen Firefox-basierten Browsers Floorp als Basis zurückzuführen.